# Zagarzazú
Zagarzazú ist eine Ortschaft in Uruguay.

## Geographie
Sie befindet sich in auf dem Gebiet des Departamento Colonia in dessen südwestlichem Teil im Sektor 6. Der Ort grenzt mit seiner südwestlichen Seite unmittelbar an den Übergangsbereich des Río Uruguay in den Mündungstrichter des Río de la Plata. Die nächsten größeren Siedlungen in der Umgebung sind Carmelo im Südosten und Nueva Palmira im Nordwesten. Rund drei Kilometer nordwestlich des Ortes befindet sich zudem die Mündung der Arroyo de las Víboras.

## Einwohner
Der Ort hatte bei der Volkszählung im Jahr 2004 66 Einwohner.
| Jahr | Einwohner |
| ---- | --------- |
| 1963 | -         |
| 1975 | 18        |
| 1985 | 20        |
| 1996 | 41        |
| 2004 | 66        |

Quelle: Instituto Nacional de Estadística de Uruguay